# Sd.Kfz.8
Sd.Kfz.8 (Sonderkraftfahrzeug 8) – niemiecki pojazd półgąsienicowy, powszechnie używany podczas II wojny światowej. Był najczęściej wykorzystywany jako ciągnik artyleryjski dla ciężkich dział holowanych, takich jak 21 cm Mörser 18, 15 cm Kanone 18 czy 10,5 cm FlaK 38. Pomiędzy 1938 a 1945 rokiem wyprodukowano ok. 4000 takich pojazdów. Ciągnik ten był używany w każdej kampanii prowadzonej przez Niemców.

## Projekt i rozwój
Początkowe projekty wszystkich niemieckich pojazdów półgąsienicowych z początku drugiej wojny, zostały stworzone przez Dipl.Ing. Ernsta Kniepkampa z Wojskowego Departamentu Motoryzacji (Wa Prüf 6), jeszcze zanim naziści doszli do władzy w 1933 roku. Jego projekty zostały przekazane do komercyjnych firm w celu rozwoju i testów. Daimler-Benz pracował nad własnym projektem pojazdu półgąsienicowego, ZD.5, w latach 1931-32. Pojazd ważył 9,3 t, używał 12-cylindrowego silnika benzynowego Maybach DSO 8 o mocy 150 KM, a jego nadwozie posiadało trzy ławki za kierowcą. Podwozie bazowało na pierwszowojennym pojeździe Marienwagen II i nie miało nic wspólnego z nachodzącymi na siebie kołami jezdnymi i drążkami skrętnymi, używanymi przez różne modele Sd.Kfz.8.
Następny prototyp, DB s7, pojawił się w 1934 roku. Używał tego samego silnika co ZD.5, ale wniósł kilka udoskonaleń, które były wykorzystane w finalnej wersji Sd.Kfz.8, jak nadwozie, które miało dwie ławki dla załogi za siedzeniem kierowcy. Nadwozie to pozostało to samo do rozpoczęcia produkcji Sd.Kfz. 8. Prototyp ważył 14,4 t i miał możliwość holowania do 12 t. Ulepszona wersja o nazwie DB s8 została przedstawiona w 1936 roku. Cięższy (15 tonowy) model DB 9 pojawił się dwa lata później. Używał silnika Maybach HL 85 TUKRM, mógł przewozić do 800 kg ładunku i holować do 14 ton. Daimler-Benz próbował zamontować na pojeździe ich silnik Diesla OM 48/1, lecz projekt został odrzucony przez Wojskowe Biuro Uzbrojenia. DB 10 był ulepszoną wersją DB 9, został przedstawiony w październiku 1939 r. i był produkowany w trakcie wojny.

## Opis
Podwoziem Sd.Kfz.8 była rama podłużnicowa. Jednostką napędową był 12-cylindrowy, chłodzony wodą silnik benzynowy Maybach HL 85 TUKRM o pojemności 8,52 l i mocy 185 KM. Pojazd miał półautomatyczną skrzynię biegów ZF z czterema biegami do przodu i jednym do tyłu. Kierowca najpierw wybierał bieg, a następnie zmieniał przełożenie poprzez wciśnięcie sprzęgła. Pojazd miał dwa zbiorniki paliwa, jeden o pojemności 210 l, a drugi o pojemności 40 l.
Do kierowania były używane zarówno koła jak i gąsienice. System kierowniczy był tak skonstruowany, że do skrętu o dużym promieniu wystarczyły jedynie koła, lecz hamulce działały na gąsienice tym mocniej, im kierownica była bardziej skręcona. Gąsienice pojazdu miały układ łańcucha rolkowego, zamiast powszechniejszego w tamtym czasie łańcucha zębatego. Tylne zawieszenie składało się z sześciu podwójnych kół jezdnych, zachodzących i nakładających się na siebie w standardowym układzie Schachtellaufwerk, używanym w niemieckich pojazdach półgąsienicowych, zamontowanych na ruchomych ramionach, amortyzowanych drążkami skrętnymi. Koło napinające, zamontowane na końcu pojazdu, odpowiadało za naprężenie gąsienic. Przednie koła miały resory i amortyzatory.
Nadwozie miało część dla załogi z trzema ławkami, jedną dla kierowcy i jego asystenta, i dwie dla pozostałej załogi pojazdu. Tylny przedział transportowy zawierał zasobniki do magazynowania, po jednym na każdym boku i dwa z tyłu. Przednia szyba składała się do przodu i była zdejmowana. Rozkładany płócienny dach był zamontowany nad tylnymi zasobnikami. Rozłożony dach mógł zostać przymocowany do przedniej szyby.
Pojazd został początkowo zaprojektowany by mieć możliwość holowania do 12 t, lecz zdarzało się, że w czasie wojny Sd.Kfz.8 holował i do 14 t.

### Warianty
Dziesięć dział przeciwlotniczych 8,8 cm Flak 18 zamontowano na cokołach na podwoziach DB s8 i DB 9 w 1939 r. jako 8.8 cm Flak 18 (Sfl.) auf Zugkraftwagen 12t (Sd.Kfz.8) i używano jako pojazdów przeciwpancernych. Działo 88 mm miało zapewnioną osłonę, lecz załoga nie miała żadnej innej ochrony. Kabina kierowcy została zastąpiona niższą, opancerzoną kopułą, a przedział silnikowy dostał ochronę w postaci 14,5 mm pancerza. Pojazd ważył 20 ton, miał 7,35 m długości, 2,8 m wysokości i 2,65 m szerokości. Działo mogło strzelać do przodu bez problemu, lecz jego obrót był ograniczony do 151° na każdej ze stron przez osłonę działa. Kąt podniesienia działa wynosił od -3° do +15°. Wszystkie dziesięć pojazdów przypisano do pierwszej kompanii batalionu przeciwpancernego Panzerjäger-Abteilung 8, który brał udział w ataku na Polskę w 1939, bitwie o Francję w 1940 i Operacji Barbarossa w 1941. W styczniu 1942 r. kompania została przemianowana na Panzerjäger-Kompanie 601, a w kwietniu na Panzerjäger-Abteilung 559. Trzy ostatnie pojazdy stracono w marcu 1943 roku.

## Produkcja i użycie
Daimler-Benz i Krupp były głównymi producentami Sd.Kfz.8 podczas wojny, ale KraussMaffei wyprodukował ich 315 w latach 1940-41, a Škoda dołączyła do produkcji w ostatnich latach wojny. 20 grudnia 1942 r. na stanie było 1615 pojazdów. W 1943 wyprodukowano 507, a w 1944 kolejne 602. W sumie zbudowano ich około 4000. Po wojnie Sd.Kfz. 8 były używane przez Czechosłowację, lecz nie wiadomo czy Škoda kontynuowała ich produkcję lub kiedy zostały ostatecznie wycofane ze służby.

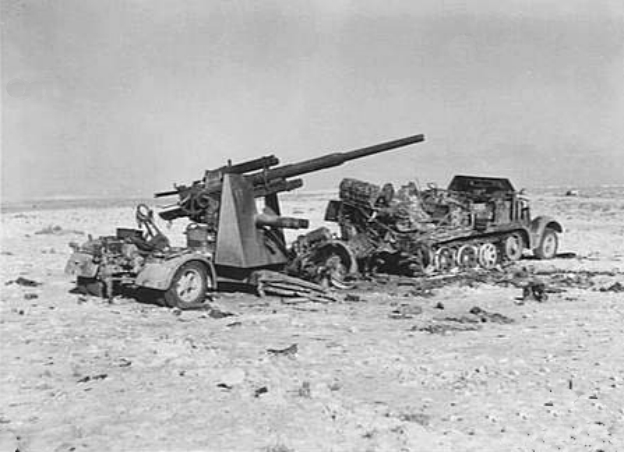
Zniszczony Sd.Kfz.8 i działo przeciwlotnicze FlaK 36 kal. 88 mm

W przeciwieństwie do innych niemieckich pojazdów półgąsienicowych, Sd.Kfz.8 był prawie zawsze używany jako ciągnik dla ciężkiej artylerii i nie był modyfikowany do innych celów.

## Zachowane egzemplarze
Na podstawie: Surviving SdKfz.8 and SdKfz.9 Half-Tracks 

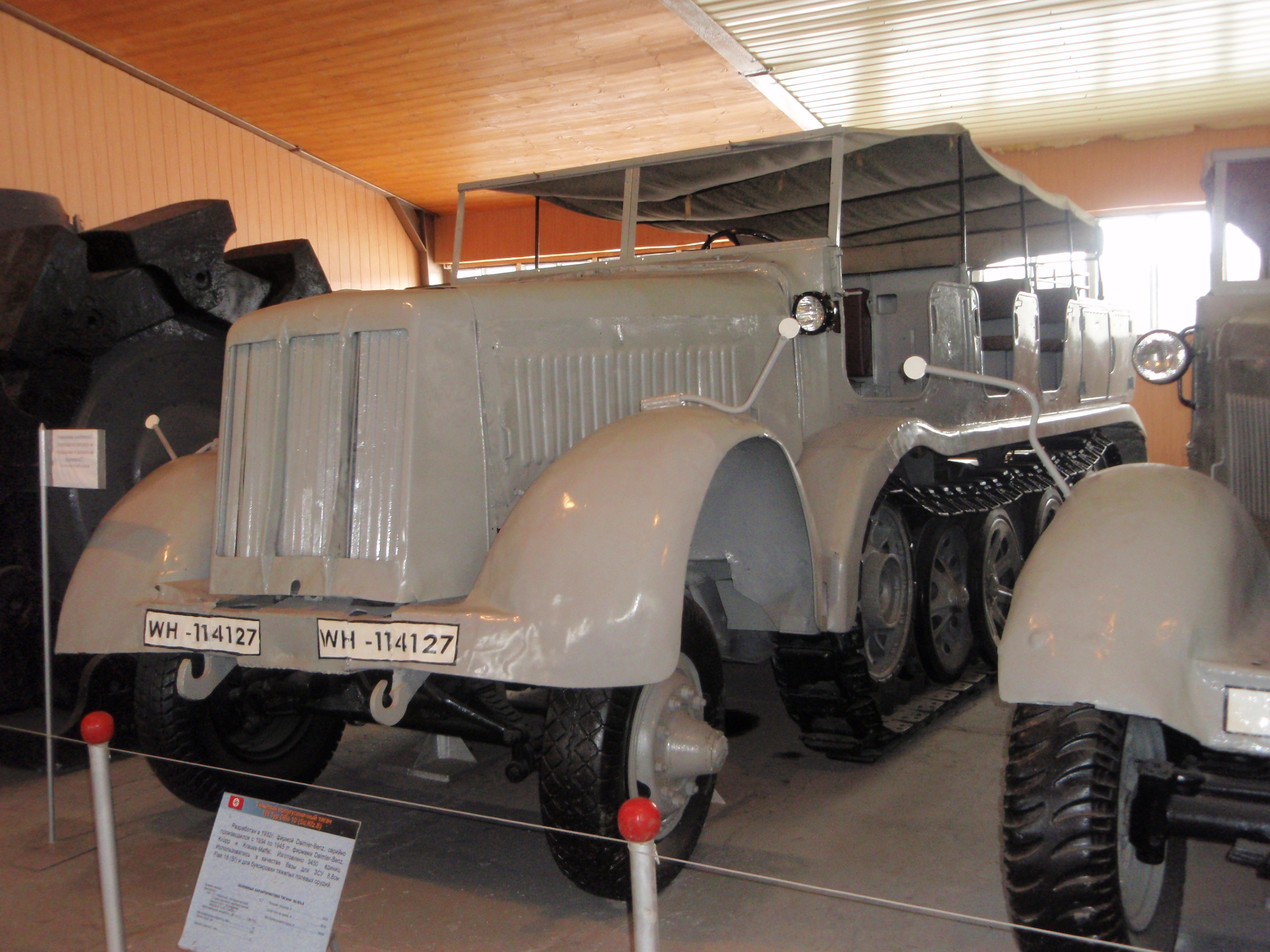
Sd.Kfz.8 w Muzeum Czołgów w Kubince

- Rogaland Krigshistorisk Museum, Stavanger (Norwegia) – Sd.Kfz.8 DB 9. Pojazd został wykopany na terenie farmy pomiędzy Setermoen i Bardufoss na północy Norwegii. Po wojnie został przebudowany i skrócony. Był używany jako buldożer do budowy dróg w tamtym rejonie.
- Kolekcja prywatna (Norwegia) – Sd.Kfz.8 DB 10, nr podwozia 240718, zbudowany w 1943 r. przez Krupp Essen.
- Kolekcja Kevina Wheatcrofta (Wielka Brytania) – Sd.Kfz.8 DB 10. Pojazd został odnaleziony w 1999 r. w grzęzawisku niedaleko Alexandrii na Białorusi.
- Kolekcja prywatna (Niemcy) – Sd.Kfz.8 DB 10, nr podwozia 40421008/02.
- ASPHM Association, La Wantzenau (Francja) – Sd.Kfz.8 DB 10, nr podwozia 241218. Były pojazd Victoria Museum, sprzedany w 2012 r. na aukcji.
- Kolekcja prywatna (Francja) – Sd.Kfz.8 DB 10.
- Museo di Guerra per la pace Diego de Henriquez, Triest (Włochy) – Sd.Kfz.8 DB 10.
- Lehar Military Vehicles, Zábřeh (Czechy) – Sd.Kfz.8, nr podwozia 241129.
- Narodowe Muzeum Historyczne, Sofia (Bułgaria) – Sd.Kfz.8 DB 10, nr podwozia 240752, zbudowany w 1943 r. przez Krupp Essen.
- Muzeum Czołgów w Kubince, (Rosja) – Sd.Kfz.8 DB 10, nr podwozia 216104.
- The Collings Foundation, Stow (USA) – Sd.Kfz.8 DB 10.
- Skansen Rzeki Pilicy, Tomaszów Mazowiecki (Polska) – Sd.Kfz.8 DB 10 Gepanzerte, nr podwozia 441280, zbudowany jako prototyp w 1943 przez firmę Daimler-Benz. Pojazd został wydobyty z rzeki Pilicy w 1999 r. Renowacja została zakończona w 2005 r. i pojazd jest obecnie sprawny technicznie.
- Mołdawia – wrak; znaleziony niedaleko miasta Leova. Najprawdopodobniej zostanie przekazany Muzeum Wojskowemu w Kiszyniowie.
- Tunele wojskowe, Guernsey, (Wielka Brytania) – wrak nadwozia.